# Força Aèria d'Egipte
La Força Aèria Egípcia (FAE) (en àrab: القوات الجوية المصرية) és el component aeri de les Forces Armades d'Egipte. La Força Aèria d'Egipte està encapçalada per un mariscal de l'aire (equivalent a Tinent General) el qual actualment és Mahmoud Reda Mohamed Hafez. El lema de la força és: Més amunt, en nom de la glòria (en àrab: إلى العلا في سبيل المجد).
Actualment, la Força Aèria Egípcia disposa de més d'1.100 avions de combat i 245 helicòpters armats, és la força aèria més gran del continent africà, és també la força aèria més forta i més desenvolupada del continent, i una de les forces aèries més importants d'Orient Mitjà, juntament amb la Força Aèria Turca, la Força Aèria Israeliana i la Força Aèria Saudita. La columna vertebral de la Força Aèria d'Egipte està formada per 240 avions de combat Lockheed Martin F-16 Fighting Falcon, sent la quarta major operadora d'aquest model en el món. L'equip d'acrobàcia aèria de la FAE s'anomena Silver Stars.

## Història

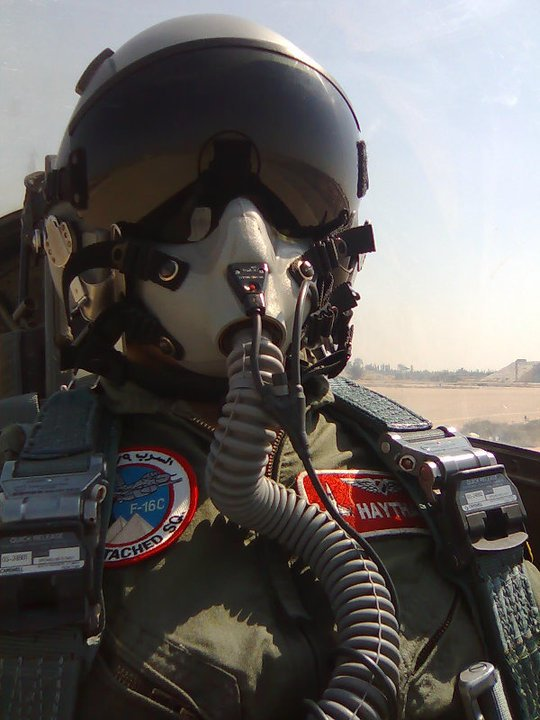
Pilot egipci de F-16.

### Establiment

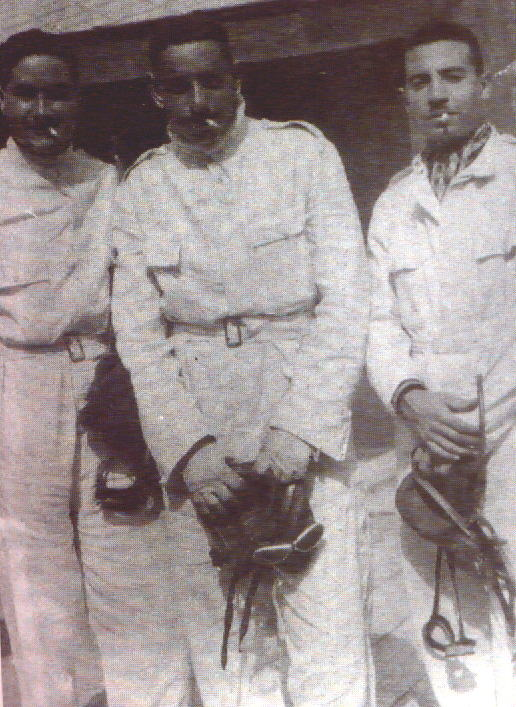
Primers pilots egipcis.

A finals de 1928 el Parlament d'Egipte va proposar la creació d'una Força Aèria. El Ministeri Egipci de la Guerra va anunciar que necessitava voluntaris per a la nova força aèria, voluntaris que volguessin convertir-se en els primers pilots militars d'Egipte. Més de 200 funcionaris d'Egipte es van oferir, però al final només tres van aconseguir passar les estrictes proves mèdiques i els exàmens tècnics.
Aquests tres van ser enviats a l'escola de vol número 4 de la Royal Air Force britànica situada a Abu Suwayer, prop del Canal de Suez, on van ser entrenats en diferents tipus d'avions. Després de la seva graduació van viatjar al Regne Unit per rebre més formació.
El 2 de novembre de 1930 el Rei Fuad d'Egipte va anunciar la creació de la Força Aèria de l'Exèrcit d'Egipte (coneguda per les seves sigles FAEE) i en setembre de 1931, l'empresa britànica fabricant d'aeronaus De Havilland va signar un contracte per subministrar 10 avions d'entrenament de Havilland DH.60G Gipsy Moth.
El primer comandant de la FAEE va ser un líder d'esquadró canadenc, Victor Hubert Tait. Tait va seleccionar el personal, les armes d'aire i va construir les bases. En 1934 el govern britànic va cedir 10 avions Avro 626, que van ser els primers avions realment militars d'Egipte. uns altres 17 Avro 626, juntament amb Hawker Audax van ser cedits temps després, a més d'alguns Avro Anson poc després.
En 1937 la Força Aèria es va separar del comandament de l'Exèrcit per convertir-se en una branca independent, rebent la denominació de Reial Força Aèria Egípcia (RFAE), construint noves bases a la regió del canal de Suez i a la zona occidental del país.
En 1938, la Reial Força Aèria Egípcia va rebre dos esquadrons de caces biplans Gloster Gladiator i un esquadró de Westland Lysander, llavors un modern avió de reconeixement. Egipte va ser l'últim país d'utilitzar el Lysander en acció, sent utilitzats contra Israel en la Guerra de la Independència en 1948.

## Aeronaus

### Avions de caça
| Nom                                   | Tipus        | Origen       | Unitats | Imatges |
| ------------------------------------- | ------------ | ------------ | ------- | ------- |
| General Dynamics F-16 Fighting Falcon | Avió de caça | Estats Units | 220     |         |
| Dassault Mirage 5                     | Avió de caça | França       | 82      |         |
| Chengdu J-7                           | Avió de caça | Xina         | 60      |         |
| Mikoyan Gurevich MiG-21               | Avió de caça | Rússia       | 33      |         |
| Dassault Mirage 2000                  | Avió de caça | França       | 18      |         |
| Dassault Rafale DM/EM                 | Avió de caça | França       | 9       |         |

### Avió d'atac a terra
| Nom                 | Tipus               | Origen       | Unitats | Imatges |
| ------------------- | ------------------- | ------------ | ------- | ------- |
| AT-802U Air Tractor | Avió d'atac a terra | Estats Units | 12      |         |

### Avió de reconeixement
| Nom          | Tipus                 | Origen       | Unitats | Imatges |
| ------------ | --------------------- | ------------ | ------- | ------- |
| E-2C Hawkeye | Avió de reconeixement | Estats Units | 9       |         |

### Avions d'entrenament
| Nom                        | Tipus              | Origen          | Unitats | Imatges |
| -------------------------- | ------------------ | --------------- | ------- | ------- |
| K-8E Karakorum             | Avió d'entrenament | Xina            | 120     |         |
| Grob 115 Tutor             | Avió d'entrenament | Alemanya        | 74      |         |
| EMB 312 Tucano             | Avió d'entrenament | Brasil          | 54      |         |
| L59 Super Albatros         | Avió d'entrenament | República Txeca | 47      |         |
| Dassault Dornier Alpha Jet | Avió d'entrenament | Unió Europea    | 45      |         |

### Avions de transport militar
| Nom                    | Tipus                     | Origen       | Unitats | Imatges |
| ---------------------- | ------------------------- | ------------ | ------- | ------- |
| Lockheed Hercules C130 | Avió de transport militar | Estats Units | 27      |         |
| EADS CASA C295         | Avió de transport militar | Espanya      | 24      |         |
| DHC-5 Buffalo          | Avió de transport militar | Canadà       | 8       |         |
| Antonov An-74          | Avió de transport militar | Ucraïna      | 3       |         |

### Avió d'enllaç
| Nom                       | Tipus         | Origen       | Unitats | Imatges |
| ------------------------- | ------------- | ------------ | ------- | ------- |
| Beechcraft Super King Air | Avió d'enllaç | Estats Units | 5       |         |

### Avió de negocis
| Nom                | Tipus           | Origen       | Unitats | Imatges |
| ------------------ | --------------- | ------------ | ------- | ------- |
| Gulfstream IV      | Avió de negocis | Estats Units | 4       |         |
| Dassault Falcon 20 | Avió de negocis | França       | 3       |         |
| Gulfstream III     | Avió de negocis | Estats Units | 2       |         |

### Avió de passatgers
| Nom        | Tipus          | Origen       | Unitats | Imatges |
| ---------- | -------------- | ------------ | ------- | ------- |
| Airbus 340 | Avió comercial | Unió Europea | 1       |         |
| Boeing 707 | Avió comercial | Estats Units | 1       |         |
| Boeing 737 | Avió comercial | Estats Units | 4       |         |

### Patrulla marítima
| Nom             | Tipus             | Origen       | Unitats | Imatges |
| --------------- | ----------------- | ------------ | ------- | ------- |
| Beechcraft 1900 | Patrulla marítima | Estats Units | 10      |         |

### Helicòpters
| Nom                         | Tipus                   | Origen       | Unitats | Imatges |
| --------------------------- | ----------------------- | ------------ | ------- | ------- |
| SA-342 Gazelle              | Helicòpter d'atac       | França       | 90      |         |
| Mil Mi-8                    | Helicòpter de transport | Rússia       | 60      |         |
| Boeing AH64D Apache         | Helicòpter d'atac       | Estats Units | 43      |         |
| Westland Sea King           | Helicòpter de transport | Regne Unit   | 25      |         |
| Boeing CH47D Chinook        | Helicòpter de transport | Estats Units | 19      |         |
| Kaman SH-2G Super Seasprite | Guerra antisubmarina    | Estats Units | 16      |         |
| Sikorsky Black Hawk         | Helicòpter de transport | Estats Units | 8       |         |
| Agusta Westland AW109       | Helicòpter armat        | Itàlia       | 3       |         |
| AgustaWestland AW139        | Recerca i rescat        | Itàlia       | 2       |         |
| Sikorsky Sea King           | Helicòpter de transport | Estats Units | 2       |         |

### Drons
| Nom                         | Origen       | Tipus | Imatges |
| --------------------------- | ------------ | ----- | ------- |
| CAIG Wing Loong             | Xina         | UAV   |         |
| SAGEM Patroller             | França       | UAV   |         |
| Schiebel Camcopter S-100    | Àustria      | UAV   |         |
| Lipán M3                    | Argentina    | UAV   |         |
| Meggitt Banshee             | Regne Unit   | UAV   |         |
| Beechcraft MQM-107 Streaker | Estats Units | UAV   |         |

## Armament

### Bombes
| Arma  | Origen       | Tipus | Imatge |
| ----- | ------------ | ----- | ------ |
| Mk-82 | Estats Units | Bomba |        |
| Mk-83 | Estats Units | Bomba |        |
| Mk-84 | Estats Units | Bomba |        |

### Bombes antipista
| Arma           | Origen | Tipus           | Imatge |
| -------------- | ------ | --------------- | ------ |
| Matra Durandal | França | Bomba antipista |        |

### Bombes guidades
| Arma    | Origen       | Tipus        | Imatge |
| ------- | ------------ | ------------ | ------ |
| AASM    | França       | Bomba guiada |        |
| BLU-109 | Estats Units | Bomba guiada |        |
| GBU-10  | Estats Units | Bomba guiada |        |
| GBU-12  | Estats Units | Bomba guiada |        |
| GBU-15  | Estats Units | Bomba guiada |        |
| GBU-16  | Estats Units | Bomba guiada |        |
| GBU-24  | Estats Units | Bomba guiada |        |
| GBU-27  | Estats Units | Bomba guiada |        |
| GBU-31  | Estats Units | Bomba guiada |        |
| GBU-32  | Estats Units | Bomba guiada |        |

### Bombes de dispersió
| Arma          | Origen       | Tipus              | Imatge |
| ------------- | ------------ | ------------------ | ------ |
| CBU-87        | Estats Units | Bomba de dispersió |        |
| CBU-100 Mk-20 | Estats Units | Bomba de dispersió |        |

### Coets no guiats
| Arma     | Origen       | Tipus | Imatge |
| -------- | ------------ | ----- | ------ |
| Hydra 70 | Estats Units | Coet  |        |
| SNEB     | França       | Coet  |        |
| S-5      | Rússia       | Coet  |        |
| S-8      | Rússia       | Coet  |        |

### Míssils aire-aire
| Míssil           | Origen       | Tipus            | Imatge |
| ---------------- | ------------ | ---------------- | ------ |
| MICA             | França       | Míssil aire-aire |        |
| AIM-7 Sparrow    | Estats Units | Míssil aire-aire |        |
| AIM-9 Sidewinder | Estats Units | Míssil aire-aire |        |
| R.550 Magic      | França       | Míssil aire-aire |        |
| R.530            | França       | Míssil aire-aire |        |
| Super 530        | França       | Míssil aire-aire |        |
| R-73             | Rússia       | Míssil aire-aire |        |
| PL-2             | Xina         | Míssil aire-aire |        |

### Míssils aire-superfície
| Míssil           | Origen       | Tipus                  | Imatge |
| ---------------- | ------------ | ---------------------- | ------ |
| AS-30L           | França       | Míssil aire-superfície |        |
| AS-37 Martel     | França       | Míssil aire-superfície |        |
| AGM-88 HARM      | Estats Units | Míssil aire-superfície |        |
| AGM-65 Maverick  | Estats Units | Míssil aire-superfície |        |
| AGM-114 Hellfire | Estats Units | Míssil aire-superfície |        |

### Míssils aire-superfície antitancs
| Míssil       | Origen       | Tipus            | Imatge |
| ------------ | ------------ | ---------------- | ------ |
| HOT          | França       | Míssil antitancs |        |
| AT-2 Swatter | Rússia       | Míssil antitancs |        |
| AT-3 Sagger  | Rússia       | Míssil antitancs |        |
| 9K121 Vikhr  | Rússia       | Míssil antitancs |        |
| 9M120 Ataka  | Rússia       | Míssil antitancs |        |
| BMG-71 TOW   | Estats Units | Míssil antitancs |        |

### Míssils antivaixell
| Míssil         | Origen       | Tipus              | Imatge |
| -------------- | ------------ | ------------------ | ------ |
| AGM-84 Harpoon | Estats Units | Míssil antivaixell |        |
| Exocet         | França       | Míssil antivaixell |        |

### Míssils de creuer
| Míssil            | Origen                  | Tipus            | Imatge |
| ----------------- | ----------------------- | ---------------- | ------ |
| MBDA Storm Shadow | Regne Unit Unió Europea | Míssil de creuer |        |

### Torpedes
| Arma    | Origen       | Tipus   | Imatge |
| ------- | ------------ | ------- | ------ |
| Mark 46 | Estats Units | Torpede |        |
| Mark 50 | Estats Units | Torpede |        |

## Bases de laF.A.E.
- Abu Suweir Air Base 30° 34′ 22″ N, 032° 05′ 47″ E / 30.57278°N,32.09639°E
- El Mansoura Air Base 30° 58′ 03″ N, 031° 26′ 03″ E / 30.96750°N,31.43417°E
- Borg al Arab Air Base 31° 11′ 02″ N, 029° 56′ 50″ E / 31.18389°N,29.94722°E
- Aswan Air Base 23° 57′ 54″ N, 032° 49′ 24″ E / 23.96500°N,32.82333°E
- Az Zagazig (Abu Hammad) Air Base 30° 35′ 39″ N, 031° 39′ 58″ E / 30.59417°N,31.66611°E
- Beni Sueif Air Base 29° 12′ 43″ N, 031° 00′ 57″ E / 29.21194°N,31.01583°E
- Bilbeis Air Base 30° 23′ 42″ N, 031° 36′ 05″ E / 30.39500°N,31.60139°E
- Birma/Tanta Air Base 30° 50′ 13″ N, 030° 56′ 11″ E / 30.83694°N,30.93639°E
- Almaza Air Base 30° 05′ 33″ N, 031° 21′ 35″ E / 30.09250°N,31.35972°E
- Cairo/Intl Air Base 30° 07′ 19″ N, 031° 24′ 20″ E / 30.12194°N,31.40556°E
- Cairo-West Air Base 30° 06′ 59″ N, 030° 54′ 56″ E / 30.11639°N,30.91556°E
- El Minya Air Base 28° 05′ 56″ N, 030° 43′ 44″ E / 28.09889°N,30.72889°E
- Fayid Air Base 30° 20′ 04″ N, 032° 15′ 50″ E / 30.33444°N,32.26389°E
- Gebel El Basur Air Base 30° 32′ 24″ N, 030° 33′ 38″ E / 30.54000°N,30.56056°E
- Hurghada Air Base 27° 11′ 03″ N, 033° 47′ 54″ E / 27.18417°N,33.79833°E
- Inshas Air Base 30° 19′ 57″ N, 031° 26′ 51″ E / 30.33250°N,31.44750°E
- Gianaclis New Air Base 30° 49′ 18″ N, 030° 11′ 35″ E / 30.82167°N,30.19306°E
- Kom Awshim Air Base 29° 33′ 15″ N, 030° 53′ 42″ E / 29.55417°N,30.89500°E
- Mersa Matruh Air Base 31° 19′ 28″ N, 027° 13′ 20″ E / 31.32444°N,27.22222°E
- Wadi El Gandali (Khatamia) Air Base 30° 03′ 01″ N, 031° 50′ 22″ E / 30.05028°N,31.83944°E